# Dorota Skotarczak
Dorota Skotarczak (ur. 1965)  – polska historyk, prof. dr hab. nauk humanistycznych, profesor zwyczajny Instytutu Historii Wydziału Historii Uniwersytetu im. Adama Mickiewicza w Poznaniu, Gnieźnieńskiej  Szkoły Wyższej Milenium, oraz Wyższej Szkoły Nauk Humanistycznych i Dziennikarstwa w Poznaniu.

## Życiorys
W 1990 ukończyła studia kulturoznawstwa na Uniwersytecie im. Adama Mickiewicza, 6 listopada 1995 obroniła pracę doktorską Amerykański musical filmowy w kontekście historii Stanów Zjednoczonych lat 1929-1979, 29 listopada 2004 habilitowała się na podstawie pracy zatytułowanej Obraz społeczeństwa PRL w komedii filmowej. 23 września 2017 nadano jej tytuł profesora w zakresie nauk humanistycznych.
Objęła funkcję profesora nadzwyczajnego w Gnieźnieńskiej Szkole Wyższej Milenium, w Instytucie Historii na Wydziale Historii Uniwersytetu im. Adama Mickiewicza w Poznaniu, oraz w Wyższej Szkole Nauk Humanistycznych i Dziennikarstwa w Poznaniu.